# ستيفن فين (لاعب هوكي الجليد)
ستيفن فين هو لاعب هوكي الجليد كندي، ولد في 20 أغسطس 1966 في لافال في كندا.

## وصلات خارجية
- ستيفن فين على موقع دوري الهوكي الوطني (الإنجليزية)
- ستيفن فين على موقع EliteProspects.com (الإنجليزية)
- ستيفن فين على موقع HockeyDB.com (الإنجليزية)
- ستيفن فين على موقع Hockey-Reference.com (الإنجليزية)